# Veerse Gatdam
La Veerse Gatdam è una diga nei Paesi Bassi. Situata sul Veerse Gat, è lunga 2800 metri e costituisce un collegamento stradale tra la località di De Banjaard  nella municipalità di Noord-Beveland e località Vrouwenpolder nella municipalità di Walcheren, separando il bacino del Veerse Meer dal Mare del Nord. Questa è stata la terza opera realizzata per il Piano Delta. Su di essa passa la strada nazionale N57.